# Minette (fiume)
La Minette è un fiume francese che scorre nel dipartimento di Ille-et-Vilaine, regione Bretagna. La Minette ha dato il suo nome all'acquedotto che alimenta di acqua potabile la città di Rennes dal 1882, grazie alla battaglia politica condotta allo scopo tra il 1873 e il 1879 da François Massieu.

## Corso
La Minette nasce presso il borgo di La Barberie, al confine tra i comuni di Romagné e di Saint-Germain-en-Coglès. Dopo un percorso di 25,1 chilometri, confluisce nel Couesnon a livello dell'antica miniera di Brais nel comune di Vieux-Vy-sur-Couesnon. La superficie del suo bacino idrografico è di circa 9200 ha.

### Affluenti
I suoi principali affluenti sono i torrenti Vocadieu, Heurteloup, Frénouse, Greslé, Landes de Saint-Hilaire, la Gravelle, Villée (chiamata anche la Bélinaye), Boulais e Ritort.

### Comuni attraversati
La Minette bagna i comuni di Romagné, Saint-Germain-en-Coglès, Saint-Étienne-en-Coglès, Saint-Sauveur-des-Landes, Saint-Hilaire-des-Landes, Baillé, Le Tiercent, Saint-Ouen-des-Alleux, Saint-Christophe-de-Valains, Chauvigné e Vieux-Vy-sur-Couesnon.

## Fauna piscicola
La Minette è classificata nella prima categoria piscicola.